# Leonor de Castro Mello y Meneses
Leonor de Castro Mello y Meneses (1512 - Gandía, 27 de marzo de 1546). Perteneciente a la alta nobleza portuguesa, fue camarera mayor de palacio y amiga íntima de la emperatriz Isabel de Portugal.

## Biografía
Hija de Álvaro de Castro "el Viejo", Capitán-General de África del Rey Manuel I de Portugal y de Isabel de Mello Barreto y Meneses. Su hermano, Rodrigo de Castro, fue gobernador portugués de la plaza fuerte de Safí (Marruecos).
Durante 1529 tuvieron lugar las negociaciones para acordar su casamiento con Francisco de Borja. El emperador Carlos I de España, representado por su mayordomo Pedro González de Mendoza, negociaba en nombre de doña Leonor, instando al duque de Gandía a que aceptase sus condiciones. Tras pactar el matrimonio, los esposos se reunieron en Toledo en agosto de 1529.
Su enlace con Francisco de Borja tuvo lugar en 1529 en el Alcázar Real. Tuvieron amplia descendencia, ocho hijos, de los cuales cinco fueron varones y tres mujeres: Carlos en 1530, Isabel en 1532, Juan en 1533, Álvaro en 1535, Juana Francisca en 1535, Fernando en 1537, Dorotea en 1538 y Alonso en 1539.
Acompañó a Granada a su esposo en el entierro de la malograda emperatriz consorte Isabel de Portugal, madre de Felipe II de España, de quien era su camarera mayor y amiga íntima.
Pasó sus últimos días en el monasterio de San Jerónimo de Cotalba, muy cerca de Gandía, recuperándose de sus dolencias, en donde fallecería el 27 de marzo de 1546 y en cuya iglesia sería enterrada.
A la muerte de Leonor, su esposo, Francisco de Borja, entristecido, renuncia a sus bienes y posesiones en favor de sus hijos, cede los títulos nobiliarios y marcha a Roma donde en junio de 1546, ingresaría en la Compañía de Jesús.